# Zoológico de San Juan de Aragón
Este zoológico fue inaugurado el 20 de noviembre de 1964 cerca del bosque de San Juan de Aragón en México, D. F.. Su concepción arquitectónica de "Diseño Radial" con exhibidores semicirculares, permitía la observación del animal desde cualquier punto en que se ubicara el visitante; se construyeron 104 albergues en un periodo de aproximadamente 3 meses para exhibir a un total de 1650 ejemplares de 135 especies. Sin embargo, este diseño con grandes superficies de pisos de concreto, ausencia de sombra y utilización de rejas como mecanismos de contención del animal exhibido, no permitía desarrollar cabalmente el concepto de un zoológico moderno.
Derivado de un diagnóstico situacional realizado en 1998, las autoridades del Gobierno del Distrito Federal consideraron prioritaria la remodelación del zoológico para poder cumplir con los objetivos sustantivos de los zoológicos, buscando imitar en lo posible las condiciones naturales del hábitat en el cual viven las diferentes especies animales.
El zoológico cerró sus puertas al público el 17 de mayo de 1999 cuando se iniciaron las labores para dar paso a las obras de remodelación, reabriendo sus puertas a los visitantes el 6 de diciembre de 2002, continuando con el proceso de remodelación de diferentes áreas.
La distribución temática de las especies animales y vegetales del nuevo zoológico se ha organizado por continentes, dentro de los cuales se ubican los biomas o zonas ecológicas más representativas de cada uno. Se propuso el diseño de las exhibiciones manejando los conceptos de Inmersión y secuencia de visitas.
El objetivo de esta zona es envolver al visitante en el mismo ambiente biótico de la exhibición. De esta manera el visitante podrá tomar conciencia no sólo de las especies animales sino también del tipo de vegetación, la topografía, el agua y las especies que se exhiben.

## Actualidad
Actualmente se han construido algunas de las nuevas áreas, que incluyen la zona árida y semiárida de México, que presenta albergues tales como los del lobo mexicano, perrito de las praderas, coatí, mapache, pecarí de collar y coyote. 
La zona de litorales incluye guacamaya verde, lobo marino de California y de la Patagonia.La zona tropical de México incluye mono araña, el sendero interpretativo del Panthera onca|jaguar un aviario penetrable, ocelote y temazate. La zona de pastizales está representada por la sabana africana, elefante asiático, rinoceronte blanco, chimpancé e hipopótamo. Asimismo se construyó un área de cuarentena que incluye un hospital veterinario para la atención de los animales que se encuentran en esta zona y que por el momento permite la atención del resto de la colección. Otras áreas de servicio construidas incluyen las plazas educativas y de servicios a los visitantes (Plaza Mexicana, Plaza Americana y Plaza Africana), Área Educativa, entre otras. Se ha terminado el proceso de construcción de los albergues del berrendo, borrego cimarrón y aves rapaces.